# Mercedes-Benz CLR
El Mercedes-Benz CLR es un sport prototipo del fabricante alemán de automóviles Mercedes-Benz, que participó de las 24 Horas de Le Mans de 1999. Tres unidades tomarían la salida, cada una de ellas pilotada por tres conductores, como es habitual en esta prueba de resistencia. Se trataba de un prototipo que teóricamente debía estar en condiciones de luchar por la victoria en la mítica prueba francesa, pero que debido a defectos graves de diseño, se accidentó varias veces de manera dramática.

## Problemas aerodinámicos
El diseño aerodinámico del CLR se había llevado demasiado lejos, a altas velocidades era demasiado sensible a cualquier turbulencia, lo que lo hizo volar en tres ocasiones durante la prueba. Aparentemente, el tren delantero tendía a perder agarre cuando se rodaba junto a otros coches, causando que el coche levantase el morro. De ahí en adelante solo había que cumplir las leyes de la física. Dicho problema aerodinámico se atribuyó al parachoques delantero, debido a su diseño de cuña, con su parte inferior ligeramente levantada.

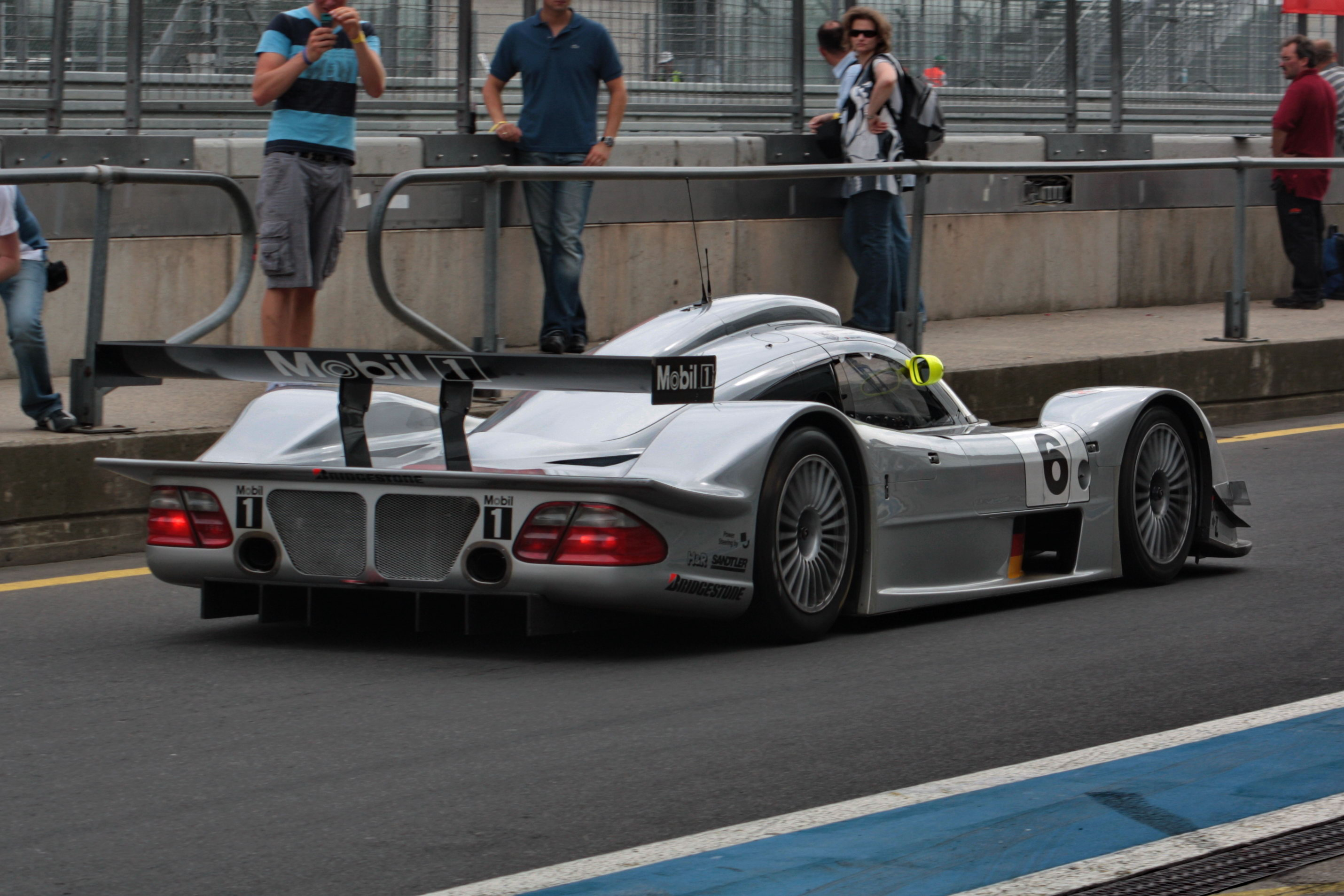
la mala aerodinámica del CLR provocaba mayor peso en la parte trasera

### Primer despegue
El primer incidente ocurrió durante los entrenamientos nocturnos del jueves, Mark Webber, a los mandos del coche número 4 salió volando cerca de la curva Indianápolis. El CLR quedó destrozado, pero los mecánicos consiguieron reconstruirlo a tiempo para la tanda de tanques llenos.

### Segundo despegue
En la tanda de tanques llenos del sábado se produjo el segundo vuelo. Cuando se aproximaba a la curva Mulsanne, el prototipo levantó el morro y alzó el vuelo, siendo captado el suceso por los fotógrafos presentes.

### Despegue en carrera
El coche número 4 quedó descartado para la carrera, por tanto solo dos unidades tomaron la salida de la competición. A las cuatro horas de carrera, el CLR número 5, pilotado por Peter Dumbreck, repitió lo sucedido a su gemelo en plena recta mientras luchaba contra un Toyota GT-One, aterrizando el coche entre los árboles que rodean la pista.
Esta vez el vuelo fue grabado por la cámaras de televisión y transmitido mundialmente en vivo, siendo uno de los accidentes de automovilismo más famosos de todos.

## Tras los accidentes
La unidad superviviente se retiró poco después por motivos de seguridad. Afortunadamente en ninguno de los incidentes hubo que lamentar víctimas. El CLR no volvió a participar en ninguna competición y no se expone en el Museo Mercedes. 
Mercedes culpó de estos accidentes a los baches de la pista, que posteriormente fueron eliminados. Otros dos vehículos de su misma categoría, el Porsche 911 GT1 y el BMW V12 LMR también despegaron en 1998 y 2000, respectivamente.
Mercedes-Benz no volvería a competir en ninguna capacidad en Le Mans desde entonces.